# Augustin Krämer

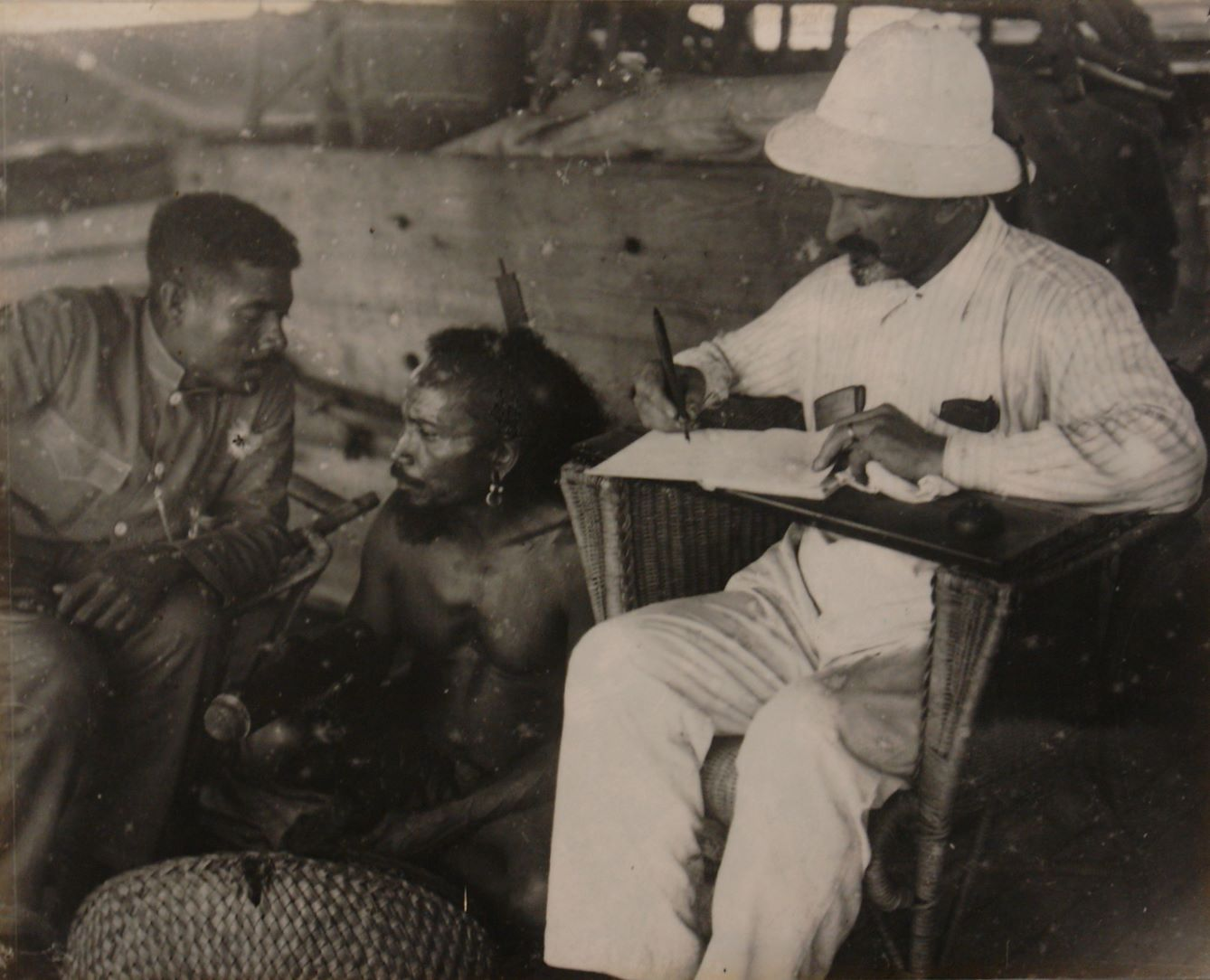
Augustin Krämer auf den Palau-Inseln (1909)

Augustin Friedrich Krämer (* 27. August 1865 in Los Ángeles, Chile; † 11. November 1941 in Stuttgart) war ein deutscher Marinearzt, Anthropologe und Ethnologe.

## Leben

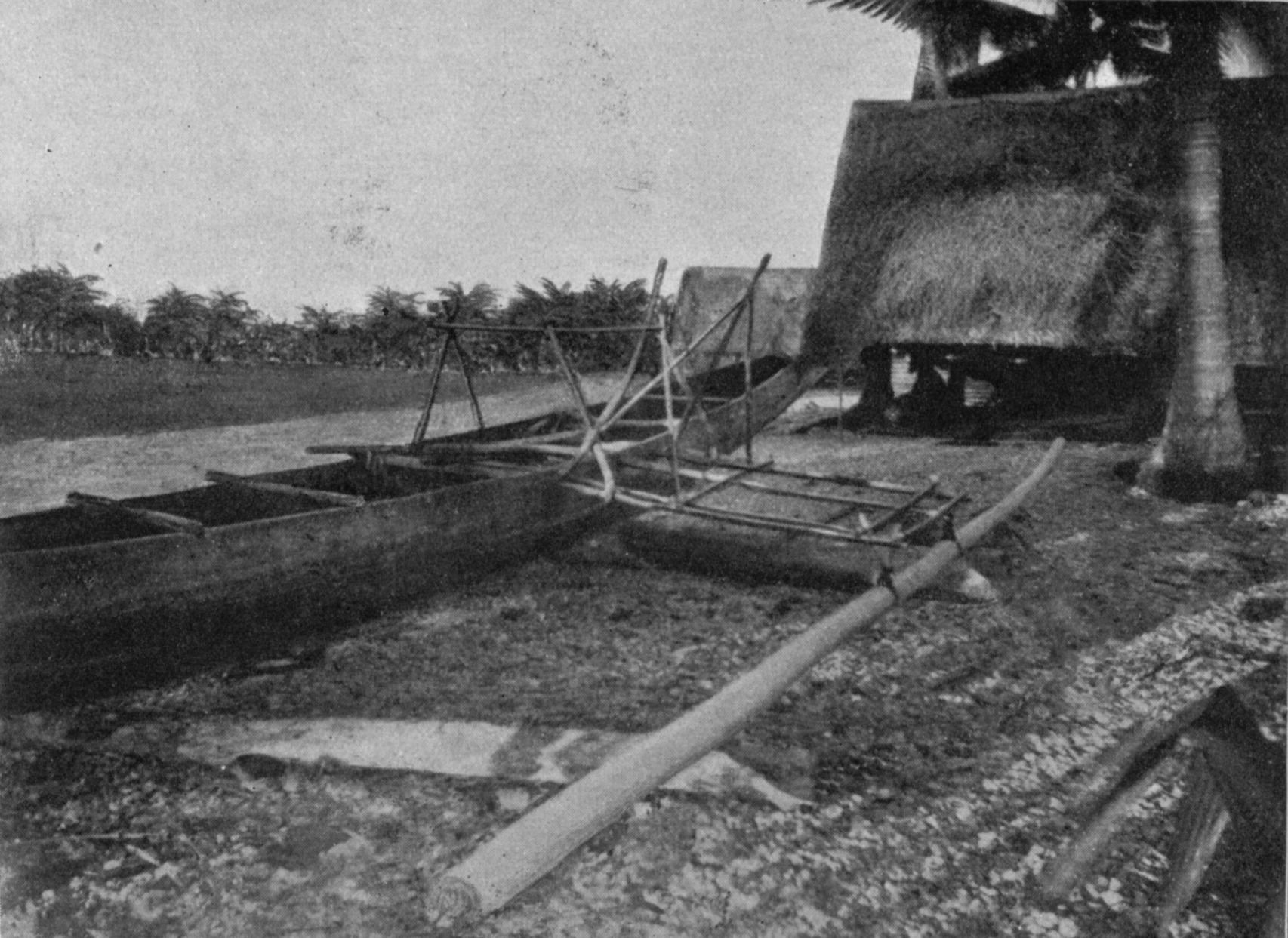
Fotografie eines Hauses und eines Kanus auf Nauru von Augustin Krämer

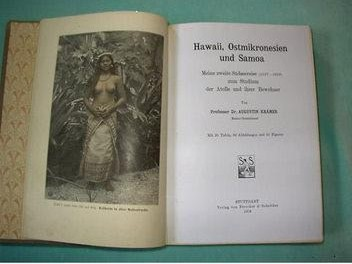
Buch von Augustin Kraemer, Hawaii Ostmikronesien und Samoa, Meine zweite Südseereise

Im Jahr 1849 wanderte Krämers Vater zum Teil aus politischen Gründen nach Chile aus, wo er in San Miquel bei Los Angeles eine Mühle baute. 1867 kehrte die Familie nach Deutschland zurück und wohnte in Stuttgart-Berg. Augustin Krämer ging in Cannstatt zur Schule auf das Karls-Gymnasium. Danach studierte er an der Eberhard-Karls-Universität ein Semester Medizin, wo er Mitglied des Corps Rhenania Tübingen wurde. Er unterbrach das Studium für ein Jahr im freiwilligen Militärdienst, setzte sein Studium für zwei Semester in Berlin fort, um 1886 nach Tübingen zurückzukehren und mit einer Dissertation Über den Stickstoff im Harn 1889 zu promovieren. 1889 trat er in Kiel in das Sanitäts-Corps der Kaiserlichen Marine ein, in der er bis 1909 Dienst tat und bis zum Generaloberarzt aufstieg.
1893 bis 1895 bereiste Krämer als Schiffsarzt auf der Bussard die Südsee. Er befasste sich mit Völkerkunde und Zoologie, insbesondere mit dem Bau der Korallenriffe und dem Plankton. Auf einer zweiten Südseereise, zu der er von 1897 bis 1899 vom Dienst beurlaubt war, führte er diese Forschungen weiter. In Südamerika, auf Hawaii, Samoa sowie den Marschall- und Gilbertinseln legte er völkerkundliche Sammlungen an, von denen er Einzelstücke auch dem Museum für Völkerkunde der Universität Kiel überließ. Die Ergebnisse seiner Forschungen veröffentlichte er in einem zweibändigen Werk über die Samoainseln. 1899 bis 1901 bereiste er auf der Stosch als Schiffsarzt die Westindischen Inseln und das Mittelmeer.
1906/07 nahm Krämer als Anthropologe an der Südsee-Expedition des Vermessungsschiffes Planet teil. Anschließend bereiste er zusammen mit seiner Ehefrau Elisabeth Krämer-Bannow den Bismarck-Archipel und die Palauinseln. 1908 übernahm Augustin Krämer nach dem Tod von Emil Stephan die Leitung der Deutschen Marine-Expedition auf Neumecklenburg. 1909/10 leitete er die von Georg Thilenius koordinierte Hamburger Südsee-Expedition nach den Karolinen an Bord des Dampfers Peiho. Als Feldforschungsmethode wandte er schon früh die Teilnehmende Beobachtung an.
Nach seiner Rückkehr nach Deutschland siedelte Krämer im März 1911 von Berlin nach Stuttgart über und beschäftigte sich, von seiner Frau unterstützt, mit der wissenschaftlichen Bearbeitung und Veröffentlichung seiner Forschungsergebnisse.
1911 bis 1915 war Krämer Leiter des Stuttgarter Linden-Museums. Während des Ersten Weltkrieges betreute er Reservelazarette in Tübingen und Stuttgart. 1919 wurde er Dozent für Völkerkunde an der Universität Tübingen und begann, ein Völkerkundliches Institut als Abteilung des Geographischen Instituts einzurichten. 1925 wurde er zum Ehrendoktor der Philosophischen Fakultät der Universität Hamburg ernannt. Seine völkerkundlichen Sammlungen stellte er für seine Lehrtätigkeit im Schloss Hohentübingen auf und machte sie dann der Universität zum Geschenk. Bis zu seiner Emeritierung im Jahre 1933 baute Krämer die Sammlung weiter aus. Augustin Krämer war von 1911 bis 1921 Vorsitzender der Deutschen Gesellschaft für Anthropologie, Ethnologie und Urgeschichte. Er wurde am 14. November 1941 auf dem Uffkirchhof in Bad Cannstatt beerdigt.
2010 wurde auf Palau durch das Etpison Museum und das Belau National Museum mit Unterstützung der Deutschen Botschaft das Krämer Translation Project ins Leben gerufen, in dem die fünf Bände zu Palau, die heute noch bei Land- und Stammesstreitigkeiten für die palauische Justiz von Bedeutung sind, in das Englische übersetzt wurden.

## Ehrungen und Mitgliedschaften
Im Jahr 1915 wurde Krämer in die Deutsche Akademie der Naturforscher Leopoldina gewählt. 1938 ernannte der Württembergische Anthropologische Verein ihn nach seinem Ausscheiden aus 22-jähriger Vorstandschaft zum Ehrenvorsitzenden.

## Werke (Auswahl)
Ein erstes vollständiges Verzeichnis seiner Schriften findet sich in Dietrich Schleips Ozeanische Ethnographie und Koloniale Praxis, Tübingen 1989, S. 176–186. Dieses wurde ergänzt und vervollständigt durch Sven Mönters Dr. Augustin Krämer, Auckland 2010, S. 236–253.
- Die Samoa-Inseln. 2 Bd., Stuttgart, 1902–1903. (englische Übersetzung online)
- Hawaii, Ostmikronesien und Samoa. Strecker & Schröder, Stuttgart 1906 (Online)
- Palau. 5 Teilbände. Ergebnisse der Südsee-Expedition 1908–1910, Hrsg. G. Thilenius, II. Ethnographie: B Mikronesien, Band 3, Hamburg 1917–1929: Friederichsen, de Gruyter. Als Reprint erhältlich bei Fines Mundi, Saarbrücken
  - Teilband 1: Abteilung I: Entdeckungsgeschichte. Abteilung II: Geographie. Friederichsen, Hamburg 1917 (Online)
  - Teilband 2: Abteilung III: Siedelungen, Bezirke, Dörfer, Verfassung. Abteilung IV: Demographie, Anthropologie, Sprache. Friederichsen, Hamburg 1919 (Online)
  - Teilband 3: Abteilung V: Stoffliches. Abteilung VI: Geistige Kultur. Friederichsen, Hamburg 1926 (Online)
  - Teilband 4: Abteilung VII: Geschichten und Gesänge. Abteilung VIII: Botanischer, Zoologischer und Palauwörter-Index. Friederichsen, De Gruyter, Hamburg 1929 (Online)
  - Teilband 5: Abteilung IX: Zierkunst und Kulturvergleich. Abteilung X: Baiverzeichnis. Friederichsen, De Gruyter, Hamburg 1929 (Online)
  - Englische Übersetzung 2014–2015: Online
- Truk: Ergebnisse der Südsee-Expedition, 1908–1910. Ethnographie: B Mikronesien, Band 5, Hamburg, 1932 (Online)
- Inseln um Truk (Central-Karolinen Ost): Ergebnisse der Südsee-Expedition, 1908–1910. Ethnographie: B Mikronesien, Band 6
  - Halbband 1: Lukunór-Inseln und Námoluk, Lósap und Nama, Lëmárafat, Namonuito oder Onóun, Pollap-Támatam. Friederichsen, De Gruyter, Hamburg 1935 (Online)
  - Halbband 2: Polowat, Hok und Satowal / nach den Aufzeichnungen von Hambruch und Sarfert bearb. von Hans Damm Verfasser: Hambruch, Paul; Sarfert, E. Sonst. Friederichsen, De Gruyter, Hamburg 1935 (Online)
- Die Málanggane von Tombára. Georg Müller, München 1925 (Online)
- Zentralkarolinen: Ergebnisse der Südsee-Expedition, 1908–1910. Ethnographie: B Mikronesien, Band 10
  - Halbband 1: Lámotrek-gruppe, Oleai, Feis. Friederichsen, De Gruyter, Hamburg 1937
- Ralik-Ratak (Marshallinseln): Ergebnisse der Südsee-Expedition, 1908–1910. Ethnographie: B Mikronesien, Band 11, mit Hans Nevermann; Friederichsen, De Gruyter, Hamburg 1938